# Sybille Binder
Pour les articles homonymes, voir Binder.
Sybille Binder (née le 5 janvier 1895 à Vienne, morte le 30 juin 1962 à Düsseldorf) est une actrice autrichienne.

## Biographie
Sibylle Binder est la fille du banquier Josef Binder et d'Hélène Herz. Sa mère était amie avec Arthur Schnitzler quand elle était jeune. Elle commence sa carrière théâtrale en 1915 au Barnowsky-Theater de Berlin. En 1918, elle va au Kammerspiele de Munich sous la direction d'Otto Falckenberg, avec qui elle fut mariée pendant une courte période à partir de 1920. Au Kammerspiele, elle a un succès particulier dans le rôle d'Oberon dans Le Songe d'une nuit d'été.
À partir de 1922, elle joue principalement à Berlin, parfois aussi à Vienne. L'un de ses rôles les plus importants est devenu celui de Lulu dans L'Esprit de la terre. En 1932, elle prend un engagement à Zurich. Lors de l'Anschluss, elle part en Angleterre
Binder, qui n'avait auparavant joué que des rôles occasionnels au cinéma, est une actrice de figuration dans plusieurs productions britanniques au cours des années 1940. Dans les années 1950, elle monte sur les scènes de Düsseldorf.

## Filmographie
- 1916 : Der Fakir im Frack (de)
- 1917 : Ahasver (3 parties)
- 1917 : Lehrer Matthiesen
- 1918 : Das Frühlingslied
- 1918 : Das Dreimäderlhaus
- 1919 : Das Opfer der Isis
- 1922 : Kauft Mariett-Aktien
- 1938 : The Viceroy of Peru
- 1942 : Le Rocher du tonnerre
- 1943 : Yellow Canary (en)
- 1943 : The Night Invader (en)
- 1944 : Candlelight in Algeria (en)
- 1944 : The Man from Morocco (en)
- 1946 : Latin Quarter (en)
- 1948 : Jusqu'à ce que mort s'ensuive
- 1948 : Les Guerriers dans l'ombre
- 1948 : L'Idole de Paris (en)
- 1948 : Counterblast
- 1948 : Voyage brisé
- 1948 : Le Mystère du camp 27
- 1950 : La Salamandre d'or
- 1956 : Der Schwierige (TV)
- 1959 : Vergessene Gesichter (TV)